# Condé-en-Brie
Condé-en-Brie je francouzská obec v departementu Aisne v regionu Hauts-de-France. V roce 2011 zde žilo 659 obyvatel.

## Sousední obce
Baulne-en-Brie, Celles-lès-Condé, Courboin, Monthurel, Montigny-lès-Condé, Saint-Eugène

## Vývoj počtu obyvatel
Počet obyvatel 

## Památky
- Zámek rodu Condé

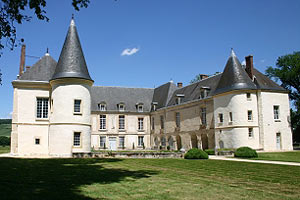
Zámek Chateau de Conde

- Románsko-gotický kostel sv. Remigia
- Rodinná hrobka markýzů ze Sade
- Památník Jana Husa